# Инфостуд
Инфостуд група је једна од највећих интернет компанија у Србији. Представља групацију онлајн бизниса из области аутомобилизма, запошљавања, образовања, некретнина и осигурања. Бизниси и интернет сајтови које води Инфостуд група су: Poslovi.Infostud.com, Polovniautomobili.com, 4zida.rs, Osiguranik.com, Startuj.com, InternetProdajaGuma.com, AutoHub.rs, HelloWorld.rs, mojagaraža.rs, као и HRlab.rs.
Сајтови Poslovi.Infostud.com и Polovniautomobili.com су лидери на тржишту запошљавања и аутомобилизма. Компанија броји око 230 запослених, а њено седиште је у Суботици, а постоје и канцеларије у Београду. Власници и оснивачи компаније су Бранислава Гајић Станојевић, Бранимир Гајић и Стефан Салом, а мањински сувласник је финска медијска групација Алма медиа.
Пословање Инфостуд-а је усмерено ка константним технолошким и пословним иновацијама  и ка изградњи и одржавању бизниса који ће представљати водеће у својим областима, а који су пример доброг пословања, здравог и дугорочно стабилног развоја. Поред тога, Инфостуд група посебно придаје значај економском развоју Србије као и развоју ИКТ тржишта и заједнице у Србији, и спроводи низ активности које за циљ имају унапређење ИТ предузетништва. Оснивач је Инфостуд Хаба у Суботици, а представља и једног од оснивача Иницијативе Дигитална Србија, која има за циљ брзу и успешну дигиталну трансформацију Србије. Такође, посебно се баве локалним економским и ИТ развојем, па је у мају 2021. године, Инфостуд група постала један од оснивача пројекта „ИТ Суботица 2030“, који има за циљ да Суботица у наредних десет година постане препознатљив национални и регионални ИТ центар. Инфостуд група је добитник награде за друштвено одговорно пословање „Ђорђе Вајферт“ за развој дигиталне заједнице, 2018. године.

## Сајтови компаније
Сајт poslovi.infostud.com је водећи сајт за запошљавање у Србији, намењен послодавцима и људима који траже посао.
helloworld.rs је сајт намењен ИТ професионалцима и свима онима који желе да развијају каријеру у ИКТ сектору.
startuj.com је сајт који пружа информације о стипендијама, праксама и постдипломским студијама.
polovniautomobili.com је најпосећенији домаћи сајт за оглашавање и трговину половним аутомобилима.
InternetProdajaGuma.com - Продаја гума свих категорија и профила преко Интернета.
MojaGaraza.rs је сајт на којем возачи размењују искуства о аутомобилима, траже савете од других корисника и постављају питања.
AutoHub.rs је интернет продавница резервних делова, гума, алата и додатне опреме за путничка и лака комерцијална возила свих произвођача. Возачи у Србији на једном месту могу пронаћи све што им је потребно за њихов аутомобил по најповољнијим ценама.
osiguranik.com - Основна делатност сајта Осигураник је заступање осигуравајућих друштава и обезбеђивање најбоље могуће понуде за кориснике.
4zida.rs представља сајт намењен оглашавању и проналажењу некретнина.

## Развој и сегментирање сајтова
Инфостуд је настао 2000. године, а његов први пројекат био је сајт infostud.com. То је био први сајт у Србији на којем су могле да се нађу информације о универзитетима у земљи и иностранству, о програмима за образовни и лични развој, студентским конференцијама, стипендијама, праксама итд. У почетку је то био сајт којим су се његови оснивачи (Бранислава Гајић, Бранимир Гајић и Стефан Салом) бавили у слободно време и који су, између осталог, сами финансирали.
Три године касније Инфостуд је отворио нову секцију посвећену запошљавању, која је касније прерасла у сајт poslovi.infostud.com. У јулу 2007.компанија је теми уписа на факултете и високе школе посветила засебан сајт, prijemni.infostud.com. Током септембра исте године у рад је пуштен и сајт znanje.infostud.com. У истом периоду Инфостуд је купио сајт trust-hr.com, који је био специјализован за људске ресурсе, а који је инкорпориран у Инфостудов сајт за послодавце, mojtim.infostud.com. Ови образовни сајтови више нису део Инфостуд групе.
Почетком 2008. године, међународна корпорација Daily Mail and General Trust је купила 25% власништва и постала мањински сувласник компаније. Инфостуд су наставили да воде његови оснивачи, који су задржали 75% власништва. У октобру те године компанија је купила и својој групи сајтова припојила сајт polovniautomobili.com, чиме је започето ширење Инфостуда и на Интернет тржиште аутомобилизма у Србији.
Годину дана касније, у октобру 2009, компанија је преузела 60% власништва фирме putovanja.info. Године 2011. сајт znanje.infostud.com је подељена на два нова сајта: kursevi.com и najstudent.com. Путовања и курсеви више нису део портфолија компаније, а Најстудент је у 2021. прерастао у сајт намењен младима на почетку каријере, и назван је Стартуј.
У септембру 2011. године компанија Инфостуд је купила домаћи сајт за продају гума путем Интернета www.internet-prodaja-guma.com (IPG)[мртва веза]и на тај начин наставила своје пословање у области аутомобилизма.
Интернационална корпорација Alma Media, пореклом из Финске, 2012. године постала је нови власник 25% удела у компанији Инфостуд, који је до тада био у власништву британске Daily Mail групације. У власништву оснивача Инфостуда остало је 75% власништва компаније.
У 2015. години настао је сајт www.helloworld.rs који је намењен ИТ професионалцима који траже или желе да промене посао. Поред великог броја ИТ огласа на сајту се налазе и информације о компанијама, колумна о дешавањима и трендовима у ИТ свету, као и утисци о послодавцима.

## Развој ИКТ тржишта и заједнице
Један од циљева Инфостуд-а одувек је био да подржи развој ИКТ тржишта и заједнице у Србији. Посвећен том опредељењу, Инфостуд активно улаже у развој организација и центара који својим радом доприносе овом циљу. Како је пословање компаније започето из Суботице, где и данас послује највећи део компаније, крајем 2017. је основан Infostud HUB, који својим програмима има важну улогу у едукацији на локалу, окупљању и јачању ИКТ заједнице, нетворкингу и размени добрих искустава и пракси. Са још 8 технолошки развијених компанија, оснивачи су Иницијативе дигитална Србија, која предводи трансформацију Србије у дигитално друштво. Такође, Инфостуд је члан Суботичког ИТ кластера, који је основан са намером да окупи локалне ИТ фирме, али и ИТ фирме из окружења које имају интереса за рад на територији Суботице. Циљ кластера је унапређење квалитета живота у самом граду, боља веза између фирми, локалне самоуправе и чланица кластера. Од 2021. године, Инфостуд је постао и један од оснивача пројекта „ИТ Суботица 2030“, који има за циљ да Суботица у наредних десет година постане препознатљив национални и регионални ИТ центар. Инфостуд је пружао подршку и раду организације СтартИт која има центре у неколико градова у Србији, где окупља ИТ заједницу.

## Награде
Компанија Инфостуд је добитник бројних награда:
- награда „PRiznanje“ у склопу пројекта „Виртуални дан каријера и знања“, коју додељује Друштво Србије за односе са јавношћу;[9]
- специјално признање за допринос развоју електронског пословања у Србији, које додељује „Е-Трговина“;
- плакета за најбољи корпоративни бренд у категорији услужних малих и средњих предузећа;[10]
- награда „Virtus 2009“ за корпоративну филантропију у категорији малих и средњих предузећа – за укупан допринос у области запошљавања и образовања у Србији;[11]
- „ 2009“ – награда публике за најбољи информативни сајт, a poslovi.infostud.com је проглашен најбољим пословним сајтом у Србији за 2009. годину;
- награда за најбољи онлајн маркетиншки пројекат, награда за најбољи истраживачки пројекат „Најбољи послодавац“ и друга награда за истраживачки пројекат, које додељује Удружење економских пропагандиста Србије;[12]
- „ 2007“ – награда која се додељује фирмама које су лидери у области микробизниса, као и малим и средњим предузећима у Србији;[13]
- награда сајтовима znanje.infostud.com и prijemni.infostud.com за изванредна достигнућа из информатике у категорији Најбољи постављени веб-сајт у 2008. години, коју додељује Друштво за информатику Србије;
- награда за сајт poslovi.infostud.com за укупан допринос развоју е-трговине и е-пословања у Србији, коју додељује „Е-Трговина“.